# Alfons Baiker

Alfons Baiker, 1997

Alfons Baiker (* 14. April 1945 in Zürich) ist ein Chemiker aus der Schweiz und emeritierter Professor für Technische Chemie an der ETH Zürich.

## Leben und Werk
Baiker studierte Chemie an der ETH Zürich. Seiner Promotion bei Werner Richarz im Jahr 1974 folgte die Habilitation auf dem Gebiet der heterogenen Katalyse, nach Aufenthalten an verschiedenen Universitäten, unter anderem an der Stanford University. Nach der Rückkehr in die Schweiz wurde er 1990 zum ordentlichen Professor an der ETH ernannt. Sein Forschungsschwerpunkt liegt auf dem Gebiet der heterogenen Katalyse, der Festkörperchemie, der chemischen Reaktionstechnik und der „grünen“ Chemie. 1996 erhielt er die Karl-Ziegler-Gastprofessur am Max-Planck-Institut für Kohlenforschung und war Gastprofessor an der University of California, Berkeley.
Seine Arbeitsgebiete umfassen die asymmetrische Katalyse, chirale Oberflächen, katalytischen Oxidationen, Nutzung von Kohlendioxid in katalytischen Reaktionen, Umweltkatalyse, Reaktionen in überkritischen Fluiden, Flammensynthese von Katalysatoren und die In-situ-Spektroskopie von katalytischen Prozessen. Seine Forschung wurde durch verschiedene Preise und Ehrungen ausgezeichnet.